# Charles Atlas (Künstler)
Charles Atlas (* 1949 in St. Louis, Missouri) ist ein US-amerikanischer Filmregisseur, Performance- und Videokünstler. Er macht vorwiegend Tanzfilme.

## Leben und Werk
Ein frühes Werk von Charles Atlas ist das filmische Porträt „Mayonnaise“ (1973). Ab 1974 arbeitete er zusammen mit Merce Cunningham. Aus dieser Kooperation heraus entstand unter anderem der Film „Blue Studio: Five Segments“ (1975–1976). Charles Atlas arbeitete zudem gemeinsam mit Yvonne Rainer, Marina Abramović („Delusional“, 1994 und „The Hanged One“, 1997, eine Multimedia Installation, die im Whitney Museum of American Art gezeigt wurde), Douglas Dunn, John Kelly, Leigh Bowery, Antony Hegarty (Turning), Fennesz, New Humans (Mika Tajima & Howie Chen), Karole Armitage und Bill Irwin.

„Hail of the New Puritan“ (1986) war 1987 auf der documenta 8 in Kassel zu sehen.

„Atlas stellt einen Tag im Leben eines Tänzers dar. Der Held des Stückes ist der bekannte 23jährige „Rock Star“ des Ballets Michael Clark. Die Kamera folgt ihm einen imaginären Tag lang und fängt die Atmosphäre des jungen London der 80er – seine Mode, Musik, Nachtleben – ein. Der Film beginnt mit einer Traumsequenz und folgt Clark vom Erwachen bis zur Heimkehr im Morgengrauen des folgenden Tages. Im Zentrum der Arbeit stehen zehn Tanz-Szenen, inszeniert als Probe, als Photo-Sitzung, als Performance und als Nachtclub-Szenen.“

## Ausstellungen (Auswahl)
Die Werke von Charles Atlas wurden international ausgestellt. Zu nennen sind die Whitney Biennial, das Jerusalem Film Festival, das Centre Georges Pompidou, Paris, das Museum of Modern Art, New York, das Metropolitan Museum of Art, New York, Walker Arts Center, Minneapolis, das Institute of Contemporary Art, Boston, das World Wide Video Festival, Den Haag, das Stedelijk Museum, Amsterdam, die Tate Modern in London und das Museu de Arte de São Paulo.

## Auszeichnungen (Auswahl)
Atlas hat den John Cage Award, ein Guggenheim-Stipendium, drei Bessie Awards, den National Endowment for the Arts und viele andere Auszeichnungen erhalten.